# 内蒙古军政大学
内蒙古军政大学，是1947年8月，内蒙古共产党工委创办。分别在乌兰浩特设立第一院，主要培训在职干部；在齐齐哈尔设立第二院，主要培训新干部。内蒙古共产党工委书记、内蒙古自治政府主席乌兰夫兼任校长和政委。

## 历史
1947年9月10日，在中共西满分局的大力支持，军政大学第二院正式开学。学员组成三个大队和一个女生队，每大队200多人，女生队50人。院党支书正副书记齐永存、李啸风。教务长齐永存。1947年年底，400多名学员下乡参加土改运动，土改结束后走上工作岗位。
1947年11月1日，第一院举行开学典礼，1000多名师生参加。军政大学第一院由东蒙军政干部学校改建而来。东蒙军政干部学校1946年4月28日正式开学，分3期招收学员1000余名，以培训各盟市、旗县的党政干部和内蒙古骑兵部队的基层干部为主，同时也招收部分农牧民积极分子。第一院的学员年龄普遍较大，多数在伪满时期任过职，有些人素质不高，参加学习是一次改造世界观、提高理论和政治素养的难得机遇。第一院共办两期，培训内容有军事、行政、财经、教育等。1948年5月，第一院改建为内蒙古党校；100多名师生并入第二院。
1949年4月17日，内蒙古人民解放军司令部、政治部宣布，内蒙古军政大学已全部由齐齐哈尔迁至乌兰浩特，并将原内蒙古人民解放军教导大队并入内蒙古军政大学。
内蒙古军政大学于1949年中华人民共和国成立前夕停办，共培训了1400多名蒙古族干部。